# Opishnia
Opishnia (en ucraniano: Опішня) es un pueblo ucraniano perteneciente al óblast de Poltava. Situado en el centro del país, forma parte del raión de Poltava y es centro del municipio (hromada) homónimo.

## Toponimia
Opishnia tiene los siguientes nombres históricos: en ruso: Опошня, romanizado: Oposhnia.

## Geografía
Opishnia se encuentra en la margen derecha del río Vorskla, un afluente del Dniéper.

## Historia
El asentamiento de Opishnia se conoce desde el siglo XVII y en 1658 fue severamente destruida durante un levantamiento cosaco. En el siglo XVIII, aquí comenzaron a desarrollarse el tejido y la cerámica, y a finales del siglo XIX se hizo famoso como centro del arte popular ucraniano: cerámica y tejidos. Ya en el año 1786 trabajaban en el pueblo 200 alfareros. 
Desde la primavera de 1923 Opishnia fue el centro administrativo del raión homónimo de la gobernación de Poltava, que en 1932 pasó a formar parte del recién formado óblast de Járkov de la República Socialista Soviética de Ucrania, hasta que se eliminó en 1962. En 1925, Opishnia recibió el estatus de asentamiento de tipo urbano. En 1929 aquí se fundó el artel de Cerámica Roja (que más tarde se convirtió en la base para la creación de una planta de cerámica artística).
Durante la Segunda Guerra Mundial, el pueblo estuvo bajo ocupación alemana. 
Hasta el 18 de julio de 2020, Opishnia fue parte del raión de Zinkivskyi. El raión se abolió en julio de 2020 como parte de la reforma administrativa de Ucrania, que redujo el número de raiones del óblast de Poltava a cuatro. El área del raión se integró en el raión de Poltava. En 2023, Opishnia perdió el estatus de asentamiento de tipo urbano en la legislación ucraniana debido a la eliminación de este estatus administrativo.

## Demografía
La evolución de la población de Opishnia entre 1897 y 2022 fue la siguiente:
| 6869                                                          | 8664 | 8559 | 8417 | 6889 | 7114 | 5483 | 5111 |
| (Fuente: Cities & Towns of Ukraine y UKRAINE: Größere Städte) |      |      |      |      |      |      |      |

Según el censo de 2001, la lengua materna de la mayoría de los habitantes, el 97,85%, es el ucraniano; del 1,93% es el ruso.

## Infraestructura

### Arquitectura, monumentos y lugares de interés
Opishnia es conocida en todo el país por su cerámica tradicional. En Opishnia se encuentra el Museo Nacional de Arte Cerámico de Ucrania y un Instituto de Investigación de Cerámica

### Transporte
El asentamiento tiene acceso a la autopista H12, que conecta Poltava con Sumy. También está conectado por carretera con Lubní a través de Mírgorod.